# Окончательный расчёт: Судьба Бестера
Окончательный расчёт: Судьба Бестера (англ. Final Reckoning: The Fate of Bester) — книга из серии научно-фантастических романов, действие которых происходит в вымышленной вселенной сериала «Вавилон-5». Автор книги — Грегори Киз. Книга является последней в цикле романов «Трилогия о Корпусе Пси», рассказывающем историю Корпуса Пси в целом и историю Альфреда Бестера в частности.
В соответствии с заявлениями Джозефа Майкла Стражински, книга является канонической.

## Краткое описание событий
Альфред Бестер, состарившийся телепат, объявлен межгалактическим преступником, обвиняемым в преступлениях против человечества. Его преследуют его же бывшие соратники по корпусу, многих из которых направляет бывший шеф службы безопасности Вавилона-5 Майкл Гарибальди. Группа высокоуровневых телепатов загоняет Бестера в ловушку на астероиде, но, недооценив опытного пси-копа, погибают. Об этом вскоре узнает Майкл Гарибальди, который очень недоволен сложившейся ситуацией и не стремится доверять телепатам. Тем временем, завладев кораблём охотников, Бестер решает вернуться на Землю. Для этого он обращается к своей бывшей ученице, телепату по имени Софи, одной из немногих телепатов, сохранивших верность Бестеру.
Первоначально пытаясь отговорить Бестера, Софи в конце концов соглашается снабдить Бестера поддельными документами и запасом рибосиласа холина, препарата, предотвращающего проявления редкого заболевания телепатов, разрушающего нервные цепи. Чтобы замести следы Бестер отправляется в колонию Мауи, где после разговора с телепатом Космофлота Земли Деррика Томпсона телепатически закладывает ложную информацию о том, что сам он покинул Земной сектор. После этого Бестер отправляется на Землю и поселяется в одной из гостиниц Парижа.
Эту гостиницу, гостиницу «Марсо», он нашёл, бродя по улицам Парижа после того, как поссорился с таксистом. Возле входа в гостиницу он увидел хозяйку, Луизу Буэ, которая кричала на парня по имени Джем, главаря местной банды хулиганов, отказываясь платить ему какие-либо деньги из-за того, что хулиганы отвадили у неё клиентов. Бестер случайно становится участником этой ссоры, когда Джем нападает на него, заслышав смешок. Ссору прекращает патрульный офицер, после чего Бестер остаётся в гостинице постояльцем. Немногим позже Майкл Гарибальди принимает у себя Деррика Томпсона, который вспомнил свою встречу с Бестером, а заодно и ложную информацию о его местонахождении. Тем не менее Гарибальди не доверяет информации, вместо этого он нанимает Деррика Томпсона, чтобы повысить свои шансы найти Бестера.
Сам же Бестер переживает очередной кошмар, в котором общается со своим бывшим заместителем, Байроном, на тот момент уже мёртвым, но существующим в мозгу Бестера в качестве «призрака сознания». Чуть инстинктивно не убив Луизу, позже он отправляется с ней за покупками. На одной из улиц за ними увязывается уличный художник, из-за чего Бестер начинает волноваться о том, что кто-то может узнать его на портретах. Расставшись с Луизой, Бестер решает купить себе книгу, выбирает себе одну (книгу о телепатах) и читает её в местном кафе. Отзывы о книге услышал редактор местного литературного журнала и предлагает Бестеру вести в этом журнале колонку литературной критики. Бестер соглашается.
Вернувшись в гостиницу, он замечает, что её кто-то поджёг. С одной стороны Бестер боится попасться в кадр, с другой стороны замечает банду Джема. В результате Бестер решает выбрать месть и наведывается к Джему, подвергнув хулигана телепатической пытке. Там же он выяснил, что камеры репортёров не заметили его. Вернувшись, он убеждает Луизу вновь открыть гостиницу, из-за чего она на следующий день заставляет его помогать ей. В момент совместного косметического ремонта гостиницы Бестер начинает замечать, что влюбляется в Луизу. Чуть позже в гостиницу пришёл Джем и пожертвовал большую сумму кредитов в качестве возмещения ущерба.
Тем временем Гарибальди и Томпсон обыскивают квартиру ученицы Бестера, Софи, которую недавно нашли мёртвой. При обыске Гарибальди натыкается на ампулу из-под рибосилас холина. Выяснив, что это за вещество, Гарибальди приобретает лицензию на его производство, чем Лиз недовольно, считая что Майкл заменяет преследованием Бестера свой прошлый алкоголизм. Бестер же поддаётся на уговоры Луизы и решает пополнить свой гардероб, взамен решает купить ей что-нибудь взамен. Сначала он покупает ей то платье, что она попросила, а чуть позже покупает то платье, что она страстно желала и позже подарил его ей. Также выявились проблемы в журнале, так как ему начали предлагать критиковать определённые книги, но он избавился от них категорически отказавшись это делать.
Через несколько дней Бестер сталкивается с одним старым знакомым, телепатом Жюстином Акерманом, который практически узнал его. Первоначально не обратив внимания на это, Бестер соглашается позировать Луизе для портрета. Тем не менее, недостаток рибосилас холина даёт о себе знать. Попытавшись выяснить почему нет поставок лекарства, Бестер случайно связывается с Гарибальди. В результате Бестер решает украсть лекарство. Для этого он нанимает Джема, чтобы тот помог ему. Так как аптека слишком охраняется, Бестер использует чип на основе технологии Теней, чтобы обмануть датчики охранной системы. Ограбление аптеки прошло почти по плану: Джем и Бестер натыкаются на охранника-телепата, ввязываются в перестрелку, после чего Бестер добыл себе препарат, а Джем погиб при последующем взрыве аптеки. Чуть позднее, позируя для Луизы, Бестер не в силах сопротивляться чувствам и проводит с ней ночь. Тем временем Гарибальди узнает об ограблении аптеки.
Бестер начинает встречаться с Луизой, даже отправляется на свидание под видом надоедливых туристов. Тем не менее Бестер хочет отрезать все ниточки, ведущие к его прошлому. Вспомнив об Акермане, он отправляется к нему и после разговора о прошлом стирает ему всю память о себе. Поже он уговаривает Луизу уехать к родным, чтобы помириться с ними, а сам же налаживает свои рабочие дела — переходит в редакцию более известной газеты и на более высокий оклад. Также, как ранее советовала Луиза, он принялся за собственную автобиографию. И он вновь навестил Акермана, на этот раз убив его.
Смертью Акермана заинтересовался местный инспектор полиции, Рафаэль Жерар. Узнав, что Акерман был телепатом, а также допросив соседку Акермана и консьержа, Жерар начинает подозревать связь убийства с ограблением аптеки. Также в ходе разработке гипотез всплыло имя Бестера, Жерар начинает подозревать, что Бестер находится в Париже. Его опасения разделяет Гарибальди, который связался с Жераром, как только инспектор запросил информацию о Бестере. Гарибальди и Жерар заключают взаимовыгодное соглашение: Жерар расследует дело без вмешательства телепатов, а Гарибальди получает шанс увидеть поимку Бестера.
Тем временем Бестер сталкивается с Люсьеном, патрульным, который в день его появления в гостинице «Марсо» не дал Джему избить Бестера. Из разговора с ним, Бестер узнал, что полиция начала полноценное расследование смерти Джема при попытке ограбления аптеки. Кроме того, Люсьен сообщает свои подозрения насчёт того, что Бестер выдаёт себя не за того, кем на самом деле является. Все же мирно закончив разговор Бестер возвращается в гостиницу и в приступе ярости разбивает бокал с вином о стену.
Гарибальди и Томпсон прибывают в Париж. Скрывшись от дождя в местном кафе, оба мужчины заводят разговор о недоверии людей к телепатом. Гарибальди делится кое-какими воспоминаниями из своего прошлого. Позже звонит инспектор Жерар и сообщает им, что известно о личности грабителя аптеки. В результате все трое сужают круг возможных убежищ Бестера до небольшого района, в котором действовали Джем и его банда. Также Жерар использует в разговоре фразу из литературной колонки, над чем Гарибальди задумывается.
Установив слежку за предполагаемым местом нахождения Бестера, Гарибальди попадает в неприятную историю. На глазах у многих людей он, получив неверные сведения, наставляет плазматический пистолет на прохожего. Кроме того за ним увязывается репортёр, который тайком запустил в прямой эфир кадры с этой историей. В то же время Гарибальди и Томпсон обнаруживают, что Бестер работает литературным критиком. Гарибальди решает использовать присутствие прессы в своих целях.
Спустя десять минут Бестер при помощи компьютера разыскивает репортаж о Гарибальди, а также сообщение о том, что Майкл увеличил награду за его поимку. Тем не менее, не поддавшись на явную провокацию, Бестер связался со своими агентами среди высокопоставленных телепатов, в результате чего Гарибальди и его команду лишились полномочий в преследовании Бестера. Чуть позже Бестер отправился за документами только чтобы выяснить, что их перехватила Луиза. Его возлюбленная пожелала остаться с ним несмотря ни на что, но Бестер стирает всякие воспоминания о том, что она любила его и вообще была знакома с ним.
Задержанные телепатами Томпсон, Гарибальди и Жерар обсуждают сложившуюся ситуацию и приходят к выводу, что среди прибывшего отряда телепатов закрался шпион Бестера. Провернув неожиданный манёвр, в ходе которого Гарибальди захватил в заложники лейтенанта Шиган, возглавляющую телепатов. В ходе перепалки выясняется, что именно Шиган является шпионом. Завязывается перестрелка, в ходе которой Шиган, Гарибальди и несколько телепатов оказываются ранены. Тем временем Бестер покидает гостиницу «Марсо» и сталкивается с патрульным Люсьеном, которого уговаривает позаботиться об Луизе вместо того, чтобы задерживать Бестера.
Пока Гарибальди и остальные разбирались с состоянием Луизы, Бестер вломился в ближайший универмаг, вырубил охрану и обзавёлся самострелом. Выбравшись наружу он сталкивается с молодым сильным телепатом, которого вырубает, после чего начинает ментальный поединок со вторым телепатом, подоспевшим на помощь. Несмотря на то, что Бестер ослаблен после того, как стер память у Луизы, молодой телепат слишком неопытен и быстро выдыхается. Расправившись с телепатами, Бестер останавливает автомобиль, в котором проезжает вблизи отеля и направляется в квартиру водителя, чтобы пересидеть облаву. Тем не менее Томпсон замечает его пси-отпечаток в машине, в результате чего Гарибальди и Жерар получают шанс снова обнаружить Бестера.
Они отслеживают Бестера до квартиры водителя,Поля, где тот общается с хозяевами. Отправив Поля за припасами, Бестер общается с его сыном, но позже инстинктивно чувствует приближение Гарибальди, Жерара, Томпсона и телепатов-охотников. Эта команда перехватывает Поля и узнаёт, что Бестер действительно в квартире и что он держит родных поля в заложниках. Посовещавшись, команда решает отправить Поля и Жерара, чтобы переговорить с Бестером.
Вместо разговоров Бестер прибегает к остроумному плану: внушив жене Поля и сыну, что он сбежал через мусоропровод, он перебрался в квартиру соседей. Пока телепаты очищали разум родных Поля от телепатического вмешательства, а Гарибальди застрял в давно перекрытом мусоропроводе, он напал на преследователей. Затем Бестер попытался убить Гарибальди, но тот ушёл, разбив дно мусоропровода и очутившись в квартире под ним. Перезарядив оружие, Гарибальди снова решил преследовать Бестера.
Бестер, убегая от Гарибальди получает от случайно встреченного телепата укол «сна пси» (наркотика, временно лишающего телепатических способностей). В процессе преследования под проливным дождём преимущества не было ни у того, ни у другого. Тем не менее Гарибальди настигает Бестера и в завязавшейся потасовки направляет на безоружного врага плазматический пистолет. Гарибальди решает не убивать Бестера, а передать его правосудию.
Суд над Бестером слушался в Земном Куполе. Во время слушания Бестер пытался превратить его в фарс, но тем не менее его осудили на пожизненное заключение и приём наркотика «сон пси». Спустя неопределённое время Бестер умер в тюрьме, наблюдая как открываю памятник его биологическим родителям, Мэтью и Фионе Декстер, держащим маленького сына на руках. Его похоронили всего несколько человек. На прощание Гарибальди воткнул кол в могилу старого врага.

## Персонажи
- Альфред «Эл» Бестер — телепат, бывший член Пси-корпуса, ныне постаревший беглец от правосудия. Умён, расчётлив, часто демонстрирует специфическое чувство юмора. Страдает от редкого заболевания телепатов, разрушающего нервные цепи, из-за чего вынужден регулярно принимать препарат под названием рибосилас холина. Устал скрываться от властей, в особенности от бывшего шефа службы безопасности Вавилона-5, а ныне эксцентричного бизнесмена Майкла Гарибальди, поэтому использовал старые связи, чтобы обосноваться на Земле, в городе Париже. Под вымышленным именем он находит работу в редакции и даже заводит роман с хозяйкой гостиницы. Тем не менее продолжает скрывать любые признаки, свидетельствующие что он Альфред Бестер.
- Майкл Гарибальди — бывший шеф службы безопасности на Вавилоне-5, ныне бизнесмен и владелец самой прибыльной корпорации на Марсе «Корпорация Эдвардса-Гарибальди». Женат на своей давней любви, Лиз Хемптон-Эдвардс, и имеет с ней дочь. Эксцентричен, порой несколько одержим, на что ему неоднократно указывают. Стремится найти Альфреда Бестера любой ценой, при этом демонстрирует чудеса проницательности. Часто сам участвует в поисках, приобрёл убыточную для своей корпорации лицензию на рибосилас холина, когда понял, что в этом препарате нуждается Бестер. Впоследствии выясняет, что Бестер на Земле и собирает команду для охоты за ним.
- Байрон — телепат, на момент событий книги существующий в виде «призрака сознания» в мозгу Бестера. Этот «призрак» остался там после того, как Бестер убил Байрона во время сканирования. «Призрак» Байрона часто встречается во время проживания Бестера в гостинице «Марсо» как некий голос в голове, при этом язвителен до сарказма и издевается над Бестером, постоянно подначивая его. После ночи, проведённой с Луизой, бестер отпускает Байрона, и тот исчезает и после только упоминается
- Луиза Буэ — парижанка, хозяйка гостиницы «Марсо», в которой остановился Бестер, впоследствии его возлюбленная. Увлекается изобразительными искусствами, в прошлом была художницей. Упрямая, довольно гордая, считает что все проблемы нужно решать своими силами. Взялась нарисовать портрет Бестера, в процессе влюбилась в него и начала с ним встречаться. Этот роман закончился тем, что она забыла все, что было связано с Бестером после телепатического вмешательства последнего.
- Инспектор Рафаэль Жерар — служащий французской полиции, который занимается преступлениями, совершаемыми Бестером. Женат, имеет любовницу по имени Мари, судя по всему, беременную от него. Часто представляет себя на месте жертвы, пытаясь воссоздать картину преступления. В попытке найти преступника, сталкивается с Гарибальди и становится членом его команды, целью которой была охота на Бестера.
- Деррик Томпсон — телепат, лейтенант Космофлота Земли. Уважителен, целеустремлён. Встретился с Бестером в колонии Мауи и после пси-атаки последнего отчаялся, так как этот случай мог полностью разрушить его жизнь. Был нанят Гарибальди, пожелавшим дать молодому телепату второй шанс, а также повысить свои шансы найти Бестера.
- Джемелай «Джем» Первю — хулиган, который вместе со своей бандой рэкетировал гостиницу «Марсо». Высокомерен, отношение к людям большей частью издевательское. После телепатических пыток Бестера стал более зажатым и пугливым, видел кошмарные сны, а также пожертвовал много денег на ремонт гостиницы. Был нанят Бестером для ограбления аптеки, погиб при взрыве.

## Связь с основной вселенной сериала
На протяжении всего текста романа можно наблюдать многочисленные отсылки к основной вселенной, показанной в телесериале. Вот некоторые из них:
- В сюжете романа действуют (Майкл Гарибальди, Альфред Бестер, Байрон) либо упоминаются (Талия Винтерс, Лита Александер, послы Г’Кар и Лондо Молари, Деленн, Джон Шериддан) персонажи, знакомые по сюжету телесериала;
- Упоминаются расы вселенной Вавилона-5: центавриане, нарны, ворлонцы и Тени;
- В некоторых воспоминаниях Бестера и Гарибальди описываются события, ранее показанные в некоторых эпизодах телесериала: нападение нарнов на центаврийскую колонию и попытка Лондо убить Г’Кара, предотвращенная Талией и Гарибальди (события эпизода 1.01 «Полночь на линии огня»), выявление скрытой личности Талии, впоследствии поглотившей настоящую (события эпизода 2.19 «Раздвоение преданности»), прибытие Бестера на станцию, где он принял «сон пси», чтобы ему позволили вести расследование на Вавилоне-5 (события эпизода 3.06 «Прах к праху») и др.

Кроме того, создатель телесериала Джозеф Майкл Стражински, ознакомившись со всеми книгами Трилогии о Корпусе Пси, официально признал описанные в книгах события частью канона Вавилона-5 и, как следствие, происходящими во вселенной Вавилона-5.

## Критика
Книга получила в целом положительные отзывы. Книжный сайт livelib.ru ставит всей Трилогии о Корпусе Пси оценку 4.5 из 5 возможных на основе 5 отзывов.
Посетители сайта Лаборатория Фантастики оценили роман «Окончательный расчёт: Судьба Бестера» в среднем на 8.17 из 10 на основе 24 голосов.